# Svenska Turistföreningen
Svenska Turistföreningen (STF) er en svensk almennyttig organisation, som blev oprettet den 27. februar 1885 af en gruppe geologistuderende, en docent og en professor fra Uppsala Universitet. Medlemstallet var fra starten 29 personer.
Foreningens motto blev Känn ditt land.
Foreningens formål er at bringe kendskab til og beskyttelse af den svenske natur, oprette og drive vandrerhjem, fjeldhytter- og stationer.
Foreningen har anno 2008 ca. 300.000 medlemmer og har et datterselskab, som driver 320 vandrerhjem, 10 fjeldstationer og 45 fjeldhytter.